# روبرت بيرغن
روبرت بيرغن هو مجدف كندي، ولد في 26 فبراير 1950 في فانكوفر في كندا.

## وصلات خارجية
- روبرت بيرغن على موقع الاتحاد الدولي للتجديف (الإنجليزية)
- روبرت بيرغن على موقع اللجنة الأولمبية الدولية (الإنجليزية)
- روبرت بيرغن على موقع أوليمبيديا (الإنجليزية)